# میخائیل یان دخویه
میخائیل یان دخویه (به هلندی: Michael Jan de Goeje)(زادهٔ ۱۳ اوت ۱۸۳۶-مرگ ۱۷ مه ۱۹۰۹) خاورشناس هلندی بود.
وی که زادهٔ فریسلاند بود در آغاز با راهنمایی راینهارت دوزی و جوینبول به آموختن زبان‌های خاورزمین پرداخت. بر زبان عربی تسلط داشت. در ۱۸۶۰ از دانشگاه لیدن درجه دکتری گرفت. آنگاه یک سال را به آموزش در دانشگاه آکسفورد گذراند و به تصحیح نزهةالآفاق ادریسی پرداخت.
در ۱۸۸۳ او استاد زبان عربی دانشگاه لیدن گردید. در ۱۹۰۶ از این سمت بازنشسته شد و در لیدن هم درگذشت.
او سرپرست ویراستاران جلدهای یک تا سهٔ دائرةالمعارف اسلام هم بود. همچنین او از نویسندگان جلد نهم دانشنامهٔ بریتانیکا بود. او همچنین عضو انستیتو دو فرانس بود و نشان شایستگی آلمان و همچنین دکترای افتخاری دانشگاه کمبریج را دریافت داشته‌بود.

## اثرها
- ترجمهٔ مسالک‌الممالک اصطخری، لیدن ۱۸۷۰
- ترجمهٔ صورةالارض ابن حوقل، لیدن ۱۸۷۳
- دیوان مسلم ابن ولید، ۱۸۷۵
- احسن‌التقاسیم مقدسی، لیدن ۱۸۷۷
- فهارس، لیدن ۱۸۷۹
- البلدان ابن فقیه همدانی، لیدن ۱۸۸۵
- المسالک والممالک ابن خرداذبه، لیدن ۱۸۸۹
- اعلاق‌النفیسه ابن رسته، لیدن ۱۸۹۲
- کتاب‌البلدان یعقوبی، لیدن ۱۸۹۲
- التنبیه والاشراف مسعودی، لیدن ۱۸۹۴
- ویرایش تذکرهٔ ابن قطیبه، ۱۹۰۴
- سفرهای ابن جبیر، ۱۹۰۷